# جغرافيا العراق

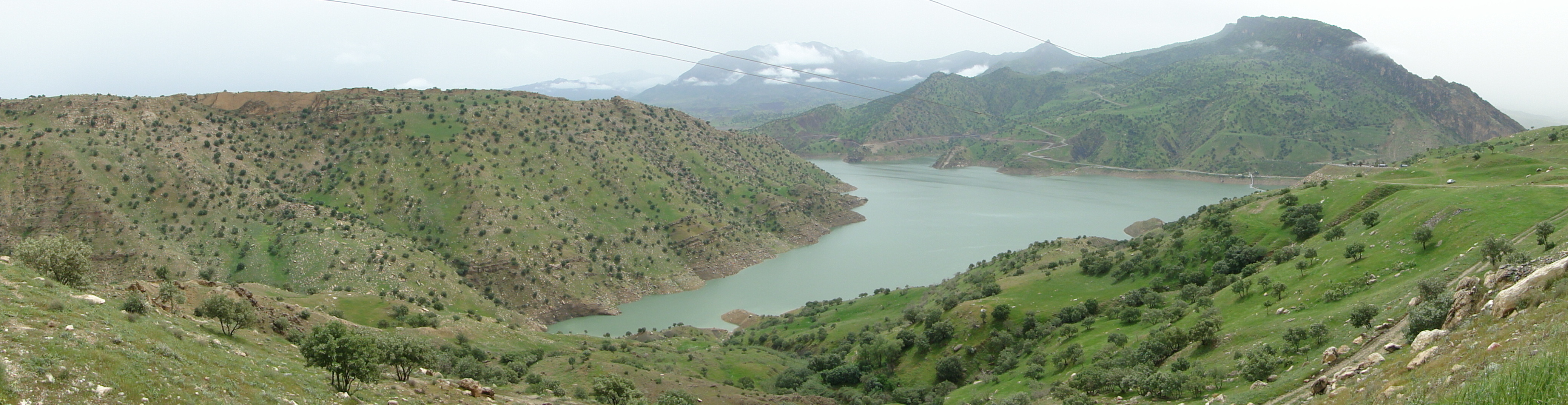
بحيرة وراء سد دربندخان.

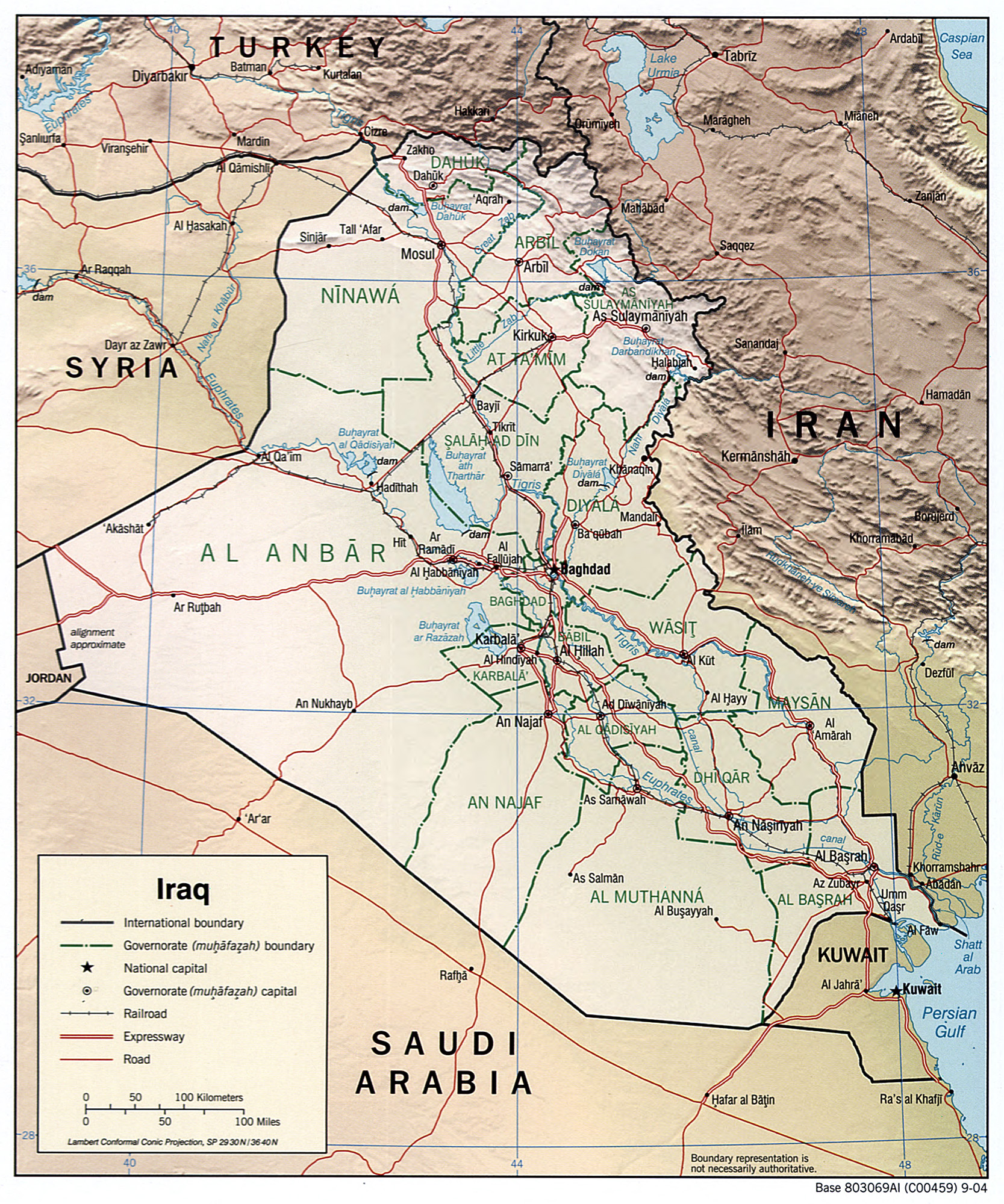
خارطة العراق.

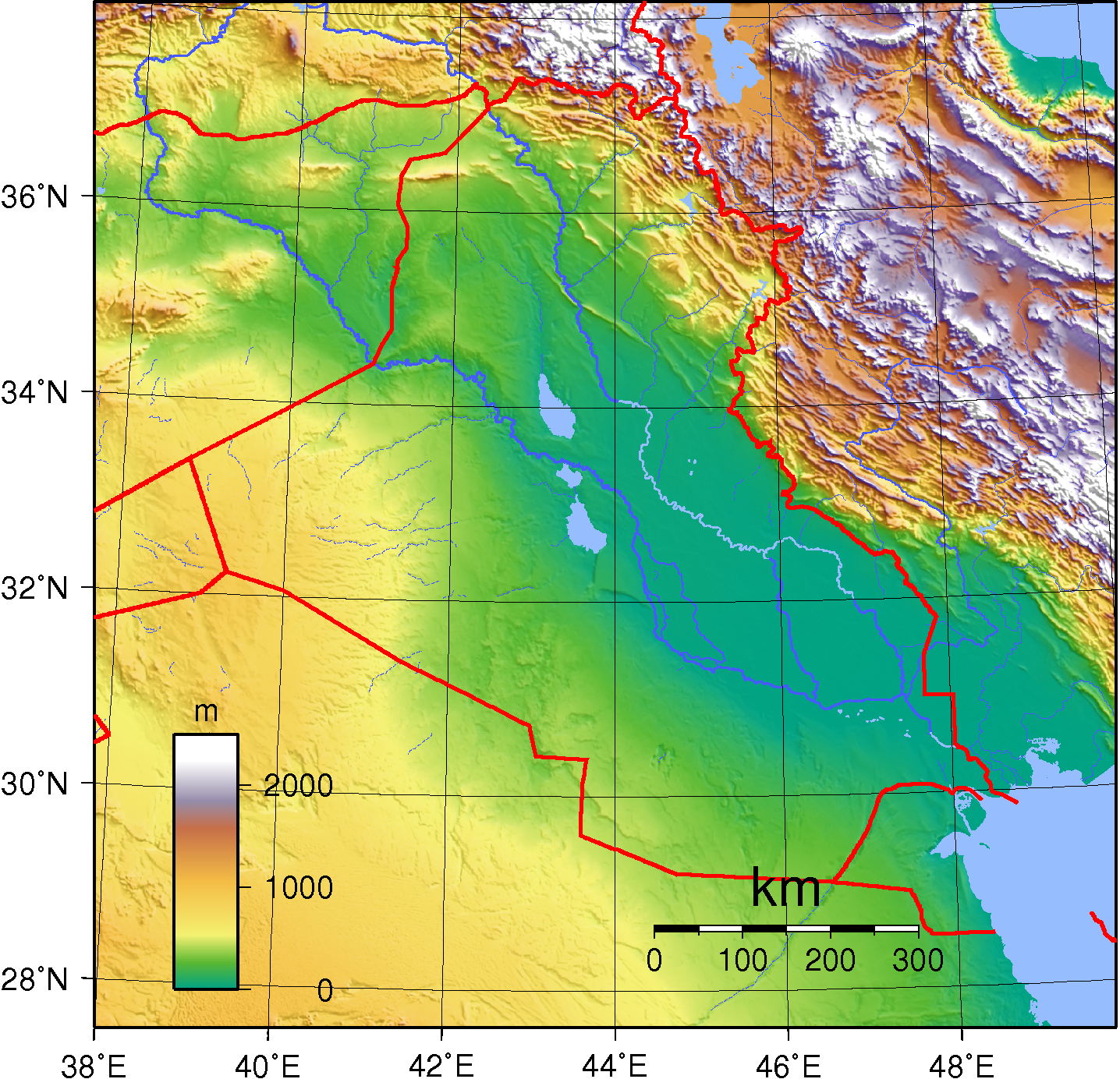
طوبوغرافية العراق.

جغرافيا العراق يتنوع ويسقط في أربع مناطق رئيسية: الصحراء (غرب الفرات)، وبلاد ما بين النهرين (بين نهري دجلة والفرات )، والمرتفعات الشمالية في كردستان العراق، وسفلى بلاد ما بين النهرين، والسهل الرسوبي الممتد من حول تكريت إلى الخليج العربي.
الجبال في الشمال الشرقي هي امتداد لنظام جبال الألب الذي يمتد شرقاً من البلقان عبر جنوب تركيا وشمال العراق وإيران وأفغانستان، ليصل في نهاية المطاف إلى جبال الهيمالايا. تقع الصحراء في المحافظات الجنوبية الغربية والوسطى على طول الحدود مع المملكة العربية السعودية والأردن وتنتمي جغرافيا إلى شبه الجزيرة العربية.

## الميزات الجغرافية الرئيسية
يقسم معظم الجغرافيين الخصائص الجغرافية في العراق حسب أربعة مناطق رئيسية وهي المنطقة الغربية والجنوبية الغربية من الصحراء والمرتفعات بين أعالي دجلة (بالإنجليزية: Dijlis)‏ والفرات والمرتفعات الجبلية في الشمال والشمال الشرقي والسهل الرسوبي على نهري دجلة والفرات. الإحصاءات العراقية الرسمية تشير إلى أن المساحة الكلية للعراق هي 438,446 كم2.

### المساحة
المساحة الكلية: 437٬072 كيلومتر مربع
مساحة اليابسة : 432٬162 كيلومتر مربع
المياه : 4٬910 كيلومتر مربع

### الحدود البرية
يبلغ الطول الكلي للحدود البرية 3631 كم، ويبلغ طول الحدود مع إيران 1458 كم، ومع الأردن 181 كم، ومع الكويت 242 كم، ومع السعودية 814 كم، ومع سوريا 605 كم، ومع تركيا 331 كم، ويبلغ الطول الكلي للسواحل البحرية 58 كم.
- إيران 1458 كم (906 ميل)
- المملكة العربية السعودية 814 كم (506 ميل)
- سوريا 605 كم (376 ميل)
- تركيا 331 كم (206 ميل)
- الكويت 242 كلم (150 ميل)
- الأردن 181 كم (112 ميل)

المجموع: 3631 كم (2256 ميل)
- السواحل: 58 كم (36 ميل)
- التضاريس:-

أخفض نقطة: الخليج العربي 0 م
أعلى نقطة: قمة هلكرد 3600 م فوق مستوى سطح البحر

## أقسام السطح
يقسم سطح العراق إلى أربعة أقسام رئيسية وهي الهضبة الغربية والمنطقة الجبلية والسهل الرسوبي والمنطقة المتموجة.

### الهضبة الغربية
تمتد الهضبة الغربية على طول المنطقة الواقعة غرب نهر الفرات، وتمتد إلى صحراء سوريا والأردن والسعودية، وهي منطقة جافة في معظم فصول السنة ويسكنها البدو وفيها الكثير من الوديان والتي يصل طول بعضها إلى 400 كم. وتشكل الأمطار الساقطة في الشتاء في بعض الأحيان فياضانات تهدد البدو الساكنين فيها، وتحتل المنطقة حوالي 55% من مساحة العراق، أي ما يعادل 239٬000 كيلومتر مربع ويتراوح ارتفاعها بين 100-1000 متر وتدخل ضمنها منطقة بادية الجزيرة.

### المنطقة الجبلية
تحتل هذه المنطقة ربع مساحة العراق ما يقارب (92٬000) كيلومتر مربع[بحاجة لمصدر] وتبدأ من جنوب كركوك متمثلة بجبل حمرين، وتمتد شرقا إلى إيران وغربا إلى سوريا وشمالا إلى تركيا، وتقع المنطقة الجبلية في القسم الشمالي والشمالي الشرقي من العراق.

### السهل الرسوبي
تبدأ منطقة السهل الرسوبي من شمال بغداد إلى الخليج العربي وتمر بالمنطقة أنهار دجلة والفرات حيث يرتبط هذان النهران بمجموعة من القنوات، وتضم هذه المنطقة مجموعة من الأهوار التي يعتبر بعضها دائميا والبعض الآخر موسميا، ومنها هور الحمار وهور الحويزة. سميت المنطقة بالسهل الرسوبي لترسب كميات كبيرة من أملاح نهري دجلة والفرات وترسبات الرمل والطين فيها. وتوجد بحيرة في جنوب غرب بغداد باسم بحيرة الملح إشارة إلى كثافة الترسبات الملحية والتي يصل سمكها إلى 20 سنتيمترا ويحتل السهل الرسوبي ربع مساحة العراق أي ما يساوي 132,000 كيلومتر مربع ويمتد على شكل مستطيل طوله 650 كيلومتر وعرضه 250 كيلومتر، ويمتد بين مدينة بلد على نهر دجلة ومدينة الرمادي في منطقة التل الأسود على نهر الفرات من جهة الشمال والحدود الإيرانية من جهة الشرق والهضبة الصحراوية من جهة الغرب وتدخل ضمنها منطقة الأهوار.

### المنطقة المتموجة
وهي منطقة انتقالية بين السهول الواطئة في الجنوب، وبين الجبال العالية في أقصى الشمال والشمال الشرقي في العراق، وتحتل 50 % من مساحة المنطقة الجبلية أي (67000) كيلومتر مربع منها 42٬000 كيلومتر مربع خارج المنطقة الجبلية ويتراوح ارتفاعها من 200-1000 م و25٬000 كيلومتر مربع ضمن المنطقة الجبلية ويترواح إرتفاعها من 200-450 م وتبدأ هذه المنطقة بين نهر دجلة شمال مدينة سامراء ونهر الفرات شمال مدينة هيت وتمتد إلى سوريا وتركيا وتعرف أيضا ببادية الجزيرة.

## التوزيع السكاني
يتركز توزيع السكان في وسط وجنوب العراق بالقرب من الأنهار. وتعتمد كثافة السكان على نسبة المياه الصالحة للشرب والزراعة، لهذا توجد تجمعات قليلة السكان في المناطق ذات الماء المالح، ويبلغ معدل سكان القرى الصغيرة المنشرة بالقرب من نهري دجلة والفرات ما يقارب 100 نسمة.
أما منطقة الأهوار في السهل الرسوبي، فتوجد بها مجاميع سكانية يطلق عليهم عرب الأهوار يعيشون حياة بدائية تشابه كثيرا طريقة حياة الإنسان العراقي القديم منذ زمن السومريين، حيث تتوزع بيوتهم على مناطق اليابسة المتبعثرة في داخل الأهوار، وفي معظم الأحيان يبنى بيت واحد مصنوع من القصب والبردى على منطقة يابسة واحدة. ويتنقل السكان مستعملين سفنا صنعوها بأيديهم ويطلق عليها اسم المشحوف. تحولت هذه المنطقة إلى ملاذ آمن للجنود العراقيين الهاربين إبان حرب الخليج الأولى، وقاموا بعمليات مسلحة ضد الحكومة العراقية، وقامت الحكومة العراقية بتجفيفها بعد حرب الخليج الثانية محاولة منها للحد من النشاطات المعارضة لها.

## المناخ

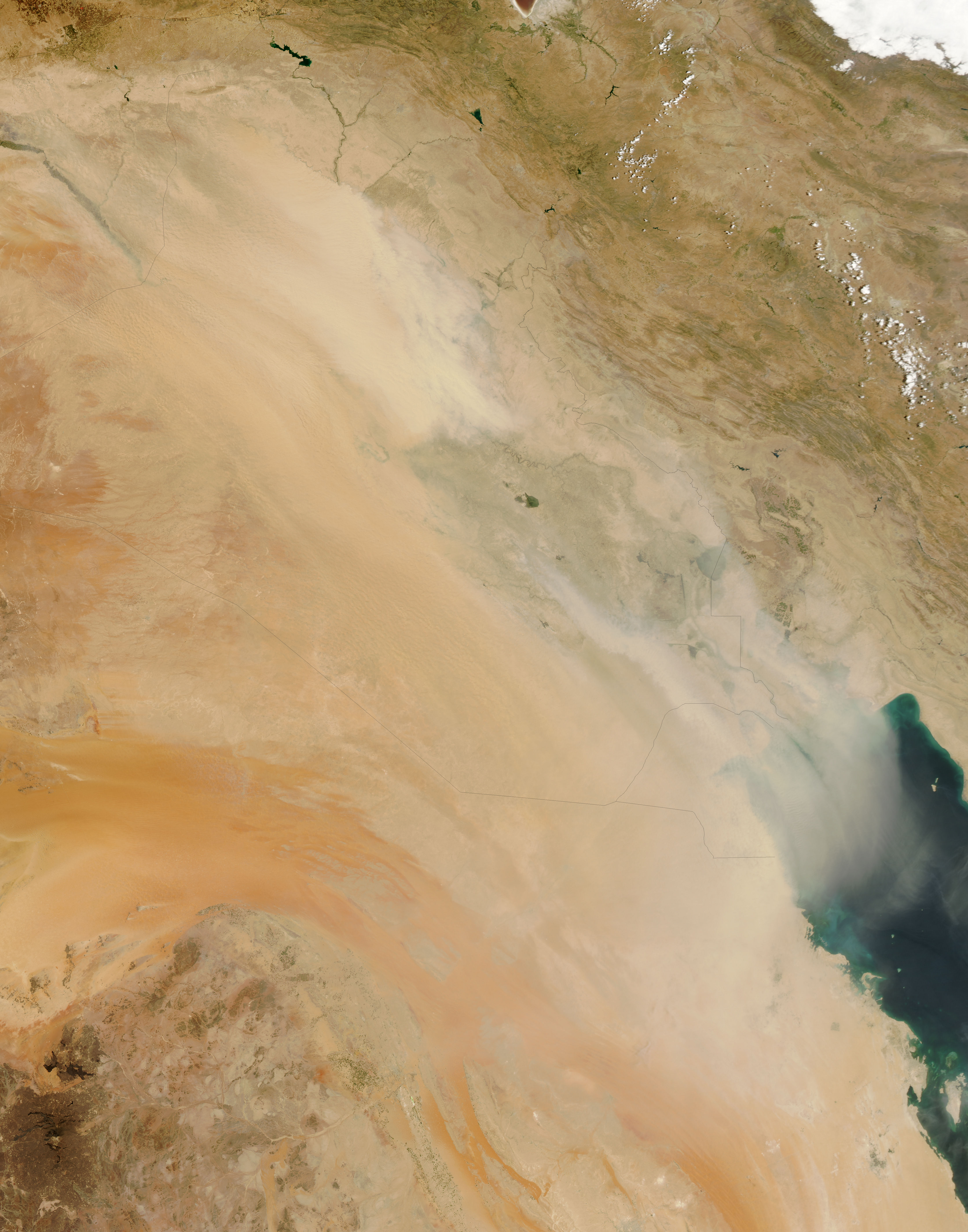
عواصف الغبار في العراق، 30 يوليو 2009.

يقسم مناخ العراق إلى ثلاثة مناطق هي رئيسية:

### مناخ البحر المتوسط
ويشمل المنطقة الجبلية في الشمال الشرقي. وتمتاز بشتائها البارد حيث تسقط الثلوج فوق قمم الجبال وتتراوح كمية الأمطار ما بين 400-1000 مللمتر سنويا. وصيفها معتدل لطيف لا تزيد درجات الحرارة على 35 درجة مئوية في معظم أجزائها.

### مناخ السهوب
وهو مناخ انتقالي بين مناخ البحر المتوسط والمناخ الصحراوي.

### المناخ الصحراوي
ويشمل السهل الرسوبي والهضبة الغربية، أي ما يقرب 70% من سطح العراق، وتتراوح الأمطار السنوية فيه ما بين 50-200 مللمتر، ويمتاز بالمدى الحراري الكبير ما بين الليل والنهار والصيف والشتاء حيث تصل درجات الحرارة في الصيف ما بين 45-50 درجة مئوية، وفي فصل الشتاء يسود الجو البارد وتبقى درجات الحرارة فوق درجة التجمد ولا تهبط إلى ما دون ذلك.

## الموارد واستخدام الأراضي
الموارد الطبيعية: أخرى الفوسفات والكبريت والحديد>
استخدام الأراضي:
الأراضي الصالحة للزراعة: 12%
المحاصيل الدائمة: 0%
المراعي الدائمة: 9%
الغابات والأحراج: 0%
أخرى: 79% (1993 تخمين).
الأراضي المروية: 25٬500 كم 2 (1993 تقديرات).
- النفط: يملك العراق وخصوصاً في محافظتي البصرة وكركوك منطقة غنية بالنفط, إذ ينتج العراق حسب تقديرات عام 2007 مليوني برميل يوميّاً، وهو بهذه الكمية يحتل المرتبة الثالثة عشر بين دول العالم من حيث إنتاج النفط. ويبلغ احتياطي العراق المؤكد للنفط حوالي 115 مليار برميل، إذ يعد احتياطي العراق من النفط الثالث في العالم بعد المملكة العربية السعودية وكندا. وتشير الولايات المتحدة ووزارة النفط على أن ما يصل إلى 90 في المئة من البلاد لا تزال غير مستكشفة. إذ يمكن أن تسفر المناطق غير المكتشفة من العراق عن 100 مليار برميل إضافي.
- الغاز الطبيعي: ينتج العراق حسب تقديرات عام 2008 حوالي 15 مليار م3، وهو بهذه الكمية يحتل المرتبة الثانية والثلاثين بين دول العالم من حيث إنتاج الغاز الطبيعي. ويبلغ احتياطي العراق من الغاز الطبيعي حسب تقديرات عام 2008 حوالي 3000 مليار م3، وهو بهذه الكمية يحتل المرتبة العاشرة بين دول العالم من حيث احتياطي الغاز الطبيعي المؤكّد.[1]

## المشاكل البيئية
- الأهوار

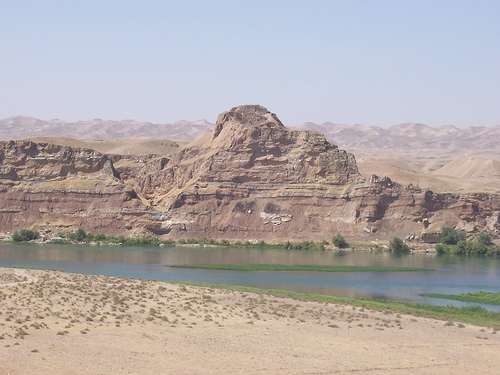
أحد الأنهار في شمال العراق

تؤلف أهوار العراق أكبر أنظمة الأراضي الرطبة في الشرق الأوسط مع أهمية خصائصها البيئية والاجتماعية والثقافية. تعرضت الأهوار إلى الضرر منذ السبعينيات نظراً لإقامة السدود ومن بعد عمليات التجفيف من قبل نظام صدام حسين. لذلك اضطر سكان هذه المناطق من عرب الأهوار إلى الانتقال إلى مناطق أخرى للسكن، كما أن تدمير الحياة الطبيعية يهدد الحياة البرية هناك بالخطر. وقد أطلق برنامج الأمم المتحدة للبيئة والبنك الدولي مشروعاً لتقييم الاحتياجات لإعادة إعمار العراق واعتبار مسألة الأهوار إحدى الكوارث البيئية التي يعانيها العراق.
قام برنامج الأمم المتحدة للبيئة عام 2001 بتنبيه المجتمع الدولي حول تدمير الأهوار عندما قام بنشر صور الأقمار الصناعية توضح فقدان 90% من مساحة منطقة الأهوار. وأشار الخبراء إلى أن الأهوار قد تختفي نهائياً من العراق في غضون 3–5 سنوات ما لم يتم اتخاذ إجراءات عاجلة بهذا الشأن.
بعد احتلال العراق، قام المواطنون بتحطيم السدود وهنا ظهرت أول عملية إعادة إغمار ولكن ليس في جميع مناطق الأهوار. وتوضح صور الأقمار الصناعية التي تم تحليلها من قبل القائمين على برنامج الأمم المتحدة للبيئة أن عمليات إعادة الإغمار مستمرة مع ملاحظة تغيرات موسمية في مستوى الإغمار.
تعاني المنطقة من رداءة نوعية المياه لأسباب متعددة منها التلوث بمياه الصرف الصحي وارتفاع نسبة الملوحة والتلوث بالمبيدات الحشرية والتلوث بالمخلفات الصناعية القادمة من أعالي الأنهار. سبب هذه المشاكل قلة كميات المياه الداخلة للأهوار إضافة إلى سوء نوعية المياه ومعالجة مياه الصرف.
- مياه الشرب

قامت إحدى المنظمات الدولية التابعة للأمم المتحدة بإجراء تقييم عام للأوضاع البيئية كما قامت الوكالة الأمريكية للتنمية الدولية بإجراء مسح صحي عام حيث اتضح أن الماء الصالح للشرب هو من أشد الاحتياجات الحالية للمواطنين. لا يمتلك معظم السكان خياراً سوى شرب الماء غير المعالج وغير المنقى من الأهوار مباشرةً. أكدت المباحثات التي أجراها برنامج الأمم المتحدة للبيئة مع ممثلين عن السكان ومسؤولين في المحافظات المعنية أن توفير الماء الصالح للشرب هو الأولوية الأولى بالنسبة للسكان.
- الاحتباس الحراري

العراق مثل بلدان المنطقة العربية التي تعتبر كغيرها من بلدان العالم النامي، لا تتحمل سوى قدر قليل من المسؤولية التاريخية في ظهور مشكلة تغير المناخ (حوالي 5% فقط من انبعاث غازات الدفيئة بالنسبة للمنطقة العربية وحوالي 0,21% بالنسبة للعراق فقط. إلا أن هذه النسبة آخذة بالتزايد في ظل التنمية الصناعية والاقتصادية وبغياب استخدام التقنيات النظيفة ووسائل الإنتاج الأنظف ومصادر الطاقة المتجددة) إلاَّ أنها لن تكون بمنأى عن آثار هذه المشكلة، بل من المرجح أن تكون من أكثر المناطق عرضة للتأثيرات المحتملة للتغيرات المناخية وتفاعلاتها المختلفة الأمر الذي يترتب عليه عدة انعكاسات سلبية على التنمية الاقتصادية والاجتماعية وعرقلة لمسيرة التنمية المستدامة، ولعل الأثر الأكبر لتغير المناخ في المنطقة العربية يتمثل في تهديده للأمن الغذائي نتيجة تراجع الموارد المائية وتقلص الإنتاج الزراعي وتدهور الغطاء النباتي وفقدان التنوع البيولوجي كما يشكل تغير المناخ تهديداً لاستثمارات اقتصادية حيوية في المناطق المختلفة وخاصةً في المناطق الساحلية فضلاً عن التداعيات الاجتماعية والصحية وانتشار الأمراض وتفاقم الأوبئة.
- مشكلة التصحر

من أهم الأمور التي تشكل ضغطاً كبيراً على البيئة العراقية، حيث اتساع رقعة التصحر والمناطق الجافة والمهددة بالتصحر. وصلت نسبة التصحر حوالي 70% للأراضي الزراعية المروية وما يقارب الـ 72% للأراضي الزراعية المطرية و90% في المراعي نتيجة لشح المياه بسبب تغير المناخ ولسوء الإدارة في قطاع المياه، مما يعتبر عاملاً مهدداً بشكل واضح على الأمن الغذائي في البلد تزامناً مع الزيادة المستمرة لأعداد السكان، حيث انخفضت إنتاجية الدونم الواحد من الأراضي في العراق إلى مستويات متدنية مقارنة بالدول المجاورة بسبب سوء إدارة الأراضي وتدهورها حيث أشارت التقارير لعام 1993 أن القطاع الزراعي يساهم بـ18% من الناتج القومي الإجمالي ويمثل 24% من قوة العمل وكمعدل الأراضي الصالحة للزراعة كانت مساوية إلى 0,3 هكتار لكل فرد أما اليوم فإن هناك تدهور كبير في الأراضي وخاصةً المروية منها.
- شح المياه

يمثل السهل الرسوبي سلة الغذاء العراقي، لكن 80% من مساحته تعاني من درجات مختلفة من التملح والتغدق نتيجة لعوامل عديدة منها تغير المناخ وسوء الإدارة كما أن كون منابع النهرين الرئيسيين في العراق هي من دول مجاورة يعتبر تهديدا كبيراً لضمان إمكانية الحصول على موارد المياه بشكل مستمر حيث أوضح تقرير المنتدى العربي للبيئة والتنمية لعام 2008 الذي بين تحديات البيئة العربية وتحديات المستقبل أن توافر المياه العذبة في العراق قد تناقص بشكل واضح منذ عام 1955 الذي كان خلاله كمية ما متوفر من مياه عذبة سنوياً ولكل فرد مساوي هي (18,441 م³ / فرد/ سنة) بينما وصلت هذه القيمة إلى (2,400 م³/ فرد/ سنة) في عام 2010 كان من المتوقع أن تصل إلى (1,700 م3/فرد/سنة) في عام 2025. ومما سبق، يتبين أن هناك شح واضحا في مصادر المياه في العراق كما أن التأثيرات المستقبلية المتوقعة للتغيرات المناخية تشير إلى إمكانية حصول نقصان وتذبذب مستقبلي واضح في كميات المتساقطات وزيادة في درجات الحرارة، مما سيعجل من تفاقم الهشاشة في قطاع مصادر المياه العذبة، حيث إن كمية ونوعية مصادر المياه العذبة المتوفرة تعتبر ضمن حدود الخطر. فمعظم مساحة العراق تقع ضمن الصحراء وهناك أراض تقع ضمن مساحته تستقبل مياه مطر تقل عن 150 ملم سنوياً. كنتيجة لذلك فإن العراق يعتبر من البلدان التي تعتمد بشكل كبير جداً على البلدان المجاورة مثل تركيا وسوريا وإيران لتوفير مصادر المياه العذبة التي تتدفق إلى العراق مثل نهري دجلة والفرات والكارون. إن استمرار النقص في كمية التساقطات بالإضافة إلى زيادة معدلات الاستهلاك في البلدان المجاورة التي تعتبر بلاد المنبع لمصادر المياه المتوفرة في العراق سيؤدي إلى تفاقم حالة شح المياه العذبة في العراق في المستقبل، فعلى سبيل المثال بينت بعض الميداليات الرياضية الخاصة بالتنبؤات المستقبلية لحالة مياه الشرب في العراق إنه مستقبلاً سيصل النقصان في تصريف مياه نهر الفرات إلى نحو 29 - 73%. إن ما تم ذكره من عوامل بالإضافة إلى العديد من التأثيرات الأخرى ستخلق تحديات واضحة في قطاع المياه في العراق خلال العقود القادمة.

## قائمة جبال وأنهار وبحيرات وسدود وأهوار
- فيما يلي قائمة لبعض جبال وأنهار وبحيرات وسدود العراق:

### جبال العراق
- جبل سنجار.
- جبل قرة داغ.
- جبل حمرين.
- جبل سنام.
- الجبل الأبيض.
- جبل قنديل.
- جبل كاره.
- جبل هلكورد.
- جبل متين.
- جبل كورك.

### أنهار العراق
- نهر دجلة.
- نهر الفرات.
- نهر ديالى.
- نهر العظيم.

### بحيرات العراق
- منخفض الثرثار.
- بحيرة الحبانية.
- بحيرة الرزازة.
- بحيرة ساوه.

### سدود العراق
- سد الموصل.
- سد دهوك.
- سد دوكان.
- سد دربندخان.
- سد حمرين.
- سد العظيم.
- سد حديثة.
- سد دبس.
- سدة سامراء.
- سدة الرمادي.
- سدة الفلوجة ونواظم الثرثار.
- سدة الهندية.
- سدتي الكوفة والعباسية.
- سدة الكوت.
- سدة العمارة

### أهوار العراق
- هور الحمار.
- هور الحويزة.
- أهوار الجبايش.
- أهوار القرنة.
- هور الدلمج.
- هور أبو زرك.

### جزر العراق
- جزيرة آلوس.
- جزيرة جبة.
- جزيرة أم الخنازير.
- جزيرة أم الرصاص.
- جزيرة حجام.
- جزيرة أم البابي.
- جزيرة السندباد.
- جزيرة حويجة حديثة.
- جزيرة بغداد.

## النبات الطبيعي
وتنقسم إلى:
- منطقة الغابات والأعشاب الجبلية: تقع هذه الغابات في منطقة الجبال العالية وفي حدود منطقة البحر المتوسط وتعتبر اكثف مناطق العراق إنباتاً وذلك بسبب وفرة الأمطار واعتدال الحرارة، وتغطي النباتات حوالي 70 % من مساحة المنطقة أما الثلاثين بالمائة الباقية فتشمل الحشائش والشجيرات. وأهم نباتات هذه المنطقة هي البلوط واللوز والجوز والصنوبر وحبة الخضراء.
- منطقة السهول: تشمل الأراضي الشبه الجبلية (المتموجة) وقسما من الأطراف الشرقية للسهل الرسوبي، وتتكون معظم نباتاتها من الحشائش وبعض النباتات البصلية والشوكية.
- منطقة ضفاف الأنهار: تشمل ضفاف الأنهار في مختلف جهات العراق ويتكون نباتها الطبيعي من أشجار وشجيرات وحشائش أهمها الغرب والصفصاف والاثل وعرق السوس والعاقول والشوك.

وتنمو على ضفاف الأنهار أشجار زرعها الإنسان مثل أشجار الحمضيات والنخيل.
- منطقة الأهوار والمستنقعات: تقع في جنوب السهل الرسوبي وتكون على شكل مثلث تقع مدن العمارة والناصرية والقرنة على رؤوسه وتقع في هذه المنطقة أهم أهوار العراق هور الحويزة وهو الحمار، ونباتها الطبيعي هو القصب والبردي.
- المنطقة الصحراوية:تشمل هذه المنطقة الهضبة الصحراوية والسهل الرسوبي ماعدا أطرافه الشمالية والشرقية. ونتيجة للتفاوت العظيم للحرارة بين الصيف والشتاء والليل والنهار وكذلك الأمطار القليلة جعل نباتات هذه المنطقة قليلة ومكيفة نفسها لهذه الظروف القاسية وأهم النباتات هي الاثل والقيصوم والسدر والأشواك وغيرها من النباتات الصحرواية.

## أنواع النباتات والحيوانات

### النباتات
من أشهر وأكثر أشجار العراق هي النخلة، وتنتشر في محافظات العراق الوسطى، والجنوبية، وتقل أعدادها بشكل كبير في إقليم كردستان، ونينوى، وكركوك. وبلغ عدد النخل المثمر في العراق لعام 2013م، 15٬968٬660 نخلة، أكثرها في ديالى، حيث بلغ تعدادها 2٬951٬170 نخلة، وأقلها في كركوك 4836 نخلة.
وفي عام 2015م، وصل تعداد النخل المثمر إلى 21 مليون نخلة
تقتصر غابات العراق في الشمال الشرقي من البلاد بجبال كردستان (وكذلك توجد غابات في محافظة نينوى)، أما بقية أجزاء العراق فخالية من الغابات ما عدا بساتين النخل. البلوط هو الشجر الأكثر في المناطق الجبلية، متكوناً من النوع الأكثر انتشاراً وهو (Quercus brantii)، مخلوطاً بنوع (Q. infectoria)، أما السنديان اللبناني فيوجد بالغابات الشمالية على ارتفاع أكثر من 1,500 متر، وكذلك تحوي الغابات على أشجار أخرى مختلطة مع البلوط وهي: عرعر شربيني، وبطم من نوع (Pistacia mutica)، وأجاص سوري، وزعرور شائع، وإجاص من نوع (Pyrus monagyna)، وقيقب مونبلييه. ويوجد الصفصاف الأرجواني والصفصاف من نوع (salix medemii) على طول الجداول الجبلية، مع دلب مشرقي، وحور فراتي، ومران رفيع الأوراق، وفي بعض المناطق بساتين برية من جوز شائع. ويوجد الصنوبر بروتي مخلوطاً مع البلوط بمساحة 500 كم مربع في زاويته وأتروش. وكذلك هناك أنواع أشجار أخرى في غابات العراق.
تحتوي باقي مناطق العراق على التين، والزيتون، والسدر (النبق)، والنخل، والرمان، والمشمش، والخوخ، والعنب، والموز، والبرتقال، والليمون، والنارنج، والكالبتوس، والسرو، والصفصاف، والسنديان، والصنوبر، والحور، والتوت (الأسود والأبيض والأحمر)، والسيسبان، وغيرها من الأشجار، وتشتهر محافظة ديالى بزراعة الحمضيات.
وكذلك تنتشر في العراق شجيرات الدفلى (التي تعتبر سامة)، أما العاقول المغربي، والحلفاء، والشيح (من نوع Artemisia herba-alba) فمنتشرة بكثرة في المناطق السكنية والصحاري، وكذلك توجد الكثير من النباتات العشبية، ومنها ذوات النور (الزهر)، وكذلك تزرع في العراق مساحات واسعة من الحنطة، والشعير، والشلب، والرز
ويحوي العراق كذلك على النباتات التي تنتشر بالأهوار الجنوبية ومن أشهرها: القيصوب (القصب)، وغاب عملاق (قصب فارسي)، وبوط دمياطي (البردي)، والكثير من النباتات المائية الأخرى.

### الحيوانات
في المناطق السكنية (بصورة إجمالية بالنسبة لأماكن التواجد البشري على نطاق المدن، والأرياف) تتواجد القطط، والكلاب السائبة، وفي مواسم معينة الضفادع، والعلاجم(العلجوم الأخضر)، وفي بعض الأحيان السلاحف، وكذلك توجد النموس، والقنافذ كالقنافذ طويلةالأذنين، والقنافذ الحبشية، ومن ضفادع العراق (ضفدع الهور Pelophylax ridibundus، وضفدع الشرق الأوسط Hyla savignyi، والضفدع المأكول Pelophylax kl. esculentus)، وكذلك توجد أنواع متعددة من الخفافيش، والبوم والذئب الرمادي، والجمل العربي، وجاموس الماء، والضبع المخطط، وابن آوى الذهبي، والنمس، وغيرها. أما بالنسبة للحشرات فهناك الكثير، ومنها الذباب، واليعاسب، والزنبار، والزنبور، والفراشات،والعث، والدعسوقات (من ألوانها: أصفر وأحمر)، والجدجد والجراد ومنها (جراد الصحراء Schistocerca gregaria)، والنحل، والسراعف.
وتوجد ثلاث أنواع من سَمَندَل الماء (Newt) في كردستان، وهي: سمندل الماء الجنوبي المُقلم Ommatotriton vittatus، سمندل الماء المنقط الكردستاني Neurergus microspilotus، سمندل الماء أصفر النقط Yellow-spotted newt.
ومن حيوانات العراق الأخرى: الجمل العربي، والذئب العربي، والأروية، والغزال الدرقي، والأيل الأسمر الأوروبي، والغرير الأوربي، وغرير العسل، والسنجاب الفارسي، والعواسي (غنم)، والماعز، وتمساح المجّار (ادخل لجنوب العراق عن طريق الخطأ، ولا تعرف أعداده ويرجح أن تكون قليلة جداً)، والدب البني السوري (في شمال العراق)، والتفة، والقط البري، وعناق الأرض، والخنزير البري، والضبع المخطط، وابن آوى الذهبي، وجاموس الماء، والمها العربي، والشيهم المتوج الهندي (يسمى بالعراق بالدعلج)، وزبابات (منها زباب أصغر أبيض الأسنان)، والفئران، والجرذ (منها الجرذ البني الذي يتواجد فقط بالعراق)، وكلب الماء (ماكسويل)، والقضاعة، واليربوع المصري الصغير (الواسع الإنتشار في الهضبة الغربية وجنوب ووسط العراق) واليربوع الفراتي (في أهوار العراق)، ومن أنواع الأبو بريص (Stenodactylus affinis ويعتبر من الأنواع شبه المتوطنة المقيدة الإنتشار)، وهناك صورة ملتقطة للنمر الفارسي بالعراق من قبل منظمة طبيعة العراق، والسلاحف (منها رفش الكرخة، والسلحفاة مهمازية الورك في شمال العراق)، ومن زواحف العراق الحرباء الشائعة (بغرب الأنبار)، والصل الأسود، والأيم، وضب لوريكاتا، والورل الصحراويّ، والأفعى القرناء العنكبوتية الذنب (مرجح وجودها بشرق العراق)، وغيرها من الحيوانات.
أما بالنسبة للطيور فيوجد 415 نوعاً، أكثرها شيوعاً العصفور الدوري، والحمام (على أنواع متعددة)، والفاخته. ومن الطيور الأخرى: أنواع متعددة من الخفافيش والبوم، والنحام (نحام أكبر)، واللقالق، والبط، والوز، والصقور، والنسور، والعقاب النساري، وهازجة قصب البصرة، وغيرها الكثير.
ومن أسماك العراق الشبوط، والبني، والقطان، والصبور (سمكة إيليش)، والجريث، والزبيدي، وأبو خريزة، والورنك، وقرش الثور (والذي شوهد في أنهار العراق بجنوب البلاد وصولاً إلى بغداد) وغيرها.
ومن حيوانات العراق البحرية: الأطوم، وحوت بريدي، وجمل البحر، ودخس ريسو، والأركة الكاذبة، والسلحفاة البحرية ضخمة الرأس، والسلحفاة الخضراء، ولجأة صقرية المنقار، ولجأة ردلي الزيتونية، وسلحفاة المحيط جلدية الظهر، وغيرها. ومن الطيور المتواجدة على ساحل العراق البحري: الحنكور، والبلشون الثلجي، وقطقاط الرمل الكبير، وغيرها.

## الحيد المرجاني البحري
تحوي المياه الساحلية العراقية على حيد مرجاني حي، ويغطي مساحة 28 كم مربع في الخليج العربي، عند مصب شط العرب. حيث تم اكتشافه عن طريق بعثات عراقية ألمانية مشتركة للغواصين (الغوص العلمي)، والتي أجريت في سبتمبر 2012 وفي مايو 2013 كشفت عن وجود حيد بحري حي. وقبل اكتشافه، كان يعتقد أن العراق يفتقر لحيد مرجاني (حيث أن المياه العكرة المحلية منعت الكشف عن احتمال وجود حيد مرجاني). وعثر على أن الحيد المرجاني العراقي متكيف مع أكثر البيئات تطرفاً في العالم (من حيث وجود الحيود المرجانية)، حيث أن درجة حرارة مياه البحر في هذه المنطقة تتراوح بين 14 و34 درجة مئوية، ويحوي الحيد المرجاني على المرجان الحجري و(octocorals)، و(ophiuroids)، ومحار من ذوات الصدفتين. وهناك أيضا (demosponges) الحاوية على السيليكا.